# Sans ciel ni terre
Paroles orphelines du génocide des Tutsi (1994-2006)
Sans ciel ni terre. Paroles orphelines du génocide des Tutsi (1994-2006) est un ouvrage rédigé par Hélène Dumas et paru en 2020 à La Découverte.
Ce livre présente les témoignages de rescapés du génocide des Tutsi au Rwanda qui étaient enfants du temps du génocide, et qui ont raconté leur vie avant, pendant et après le génocide.

## Rédaction
Hélène Dumas est spécialiste du génocide des Tusti au Rwanda, ayant notamment publié en 2014 Le génocide au village. Le massacre des Tutsis au Rwanda, où elle montre que ce génocide repose sur une forte proximité entre bourreaux et victimes. Elle reprend un autre aspect de l'horreur du génocide en s'intéressant cette fois à la vision d'enfants,.
L'ouvrage reprend le point de vue des enfants présents lors de l'exécution génocide des Tutsi au Rwanda. Pour cela, il se fonde sur des témoignages de rescapés qui étaient enfants lors du génocide et qui entre-temps ont grandi. Ces témoignages sont collectés par l'une des plus grandes associations rwandaises de rescapés, l’Association des veuves du génocide d’avril, en 2006, dans une perspective testimoniale et de catharsis psychologique. Pour cela, l'association réunit des survivants et les invite à raconter sur des cahiers d'écoliers leur vie pendant, mais aussi avant et après le génocide, qu'« ils décrivent avec une précision terrifiante », comme l'explique Hélène Dumas lors d'une interview,,,,.
Au début, Hélène Dumas ne prévoit pas de travailler sur la vision du génocide par les enfants, mais découvre par hasard les dits documents dans la bibliothèque de la Commission nationale de lutte contre les génocides, organisme du Rwanda, alors que l'historienne est en train d'y trier des documents,.
Hélène Dumas traduit du kinyarwanda, à l'aide de deux rescapés, ces témoignages, poèmes et chants ainsi récoltés dans les archives du Centre mémorial du génocide de Kigali, qui représentent une « culture survivante » née du génocide,,.

## Contenu
L'ouvrage se structure de façon chronologique. La première partie est intitulée « La vie d’avant », la seconde « Alors le temps est arrivé et nous sommes entrés dans la vie du génocide », et la troisième « La vie d’orphelin n’a pas de fin ». La plus longue partie est la deuxième, quoiqu'elle concerne une durée plus courte, mais au centre du sujet.
Les années qui précèdent le génocide sont idéalisées par les rescapés, en proie à de la nostalgie. Cependant, il est signalé que les enfants apprennent alors à l'école à croire en l'existence d'ethnies inégales et à subir une constante discrimination, en prélude au génocide, qui commence au début des années 1990.
Durant ce génocide, les femmes et les enfants sont généralement mis à l'abri tandis que les hommes sont plus exposés, gardant les biens. Les enfants remarquent alors pendant l'exécution du génocide une logique d'extermination de l'ethnie, qui passe notamment par l'élimination des nouveau-nés et une forte méfiance à l'égard d'éventuelles représailles des enfants rescapés. Ceux-ci parviennent parfois à trouver des familles pour les héberger et les cacher.
Une fois le génocide terminé, la vie des enfants survivants est altérée. Certains vivent difficilement dans des camps de réfugiés, d'autres sont réduits en esclavage. Leurs proches sont mutilés voire morts. Les survivants adultes adoptent alors des enfants ayant aussi échappé au génocide, et des familles sont constituées ainsi.

## Caractéristiques
Cet ouvrage se caractérise principalement par le fait qu'il aborde l'histoire non pas du point de vue de sources rédigées par des adultes, mais par des enfants, bien que ces sources soient traditionnellement considérés par l'historiographie comme peu fiables.
l'auteur explique qu'elle a trouvé très intéressante l'extrême précision des témoignages, qui permet de reconstituer à une micro-échelle le génocide pour en mieux comprendre l'horreur,.

## Postérité
Dans son ouvrage sur la Saint-Barthélemy intitulé Tous ceux qui tombent. Visages du massacre de la Saint Bathélemy, Jérémie Foa évoque le livre d'Hélène Dumas, effectuant le parallèle entre ces deux massacres rendus possibles par les liens intimes entre les coupables et les victimes.